# Lưu Diệp (Tam Quốc)
Lưu Diệp (giản thể: 刘晔; phồn thể: 劉曄; bính âm: Liú Yè, ? – 234) là mưu thần của tập đoàn quân phiệt Tào Ngụy vào cuối đời Đông Hán và đời Tam Quốc, phục vụ 3 thế hệ phiệt chủ: Tào Tháo, Tào Phi và Tào Duệ.

## Thiếu thời
Diệp tự Tử Dương, người huyện Thành Đức, nước Hoài Nam , là hậu duệ của Phụ Lăng vương Lưu Duyên, hoàng tử thứ 7 của Hán Quang Vũ đế. Cha là Lưu Phổ. Mẹ tên là Tu (không rõ họ), sanh ra Hoán và Diệp. Hoán lớn hơn Diệp 2 tuổi.
Năm Diệp lên 7 tuổi, mẹ bệnh nặng, vào lúc lâm chung, răn Hoán, Diệp rằng: "Người hầu của Phổ có tính siểm nịnh hại người. Sau khi mẹ mất, chỉ sợ hắn sẽ gây loạn trong nhà. mày trưởng thành thì phải trừ bỏ hắn đi, thì mẹ không còn ôm hận nữa." Diệp lên 13 tuổi, nói với Hoán: "Lời dặn của mẹ, có thể thực hiện rồi!" Hoán nói: "Nào có thể!". Diệp lập tức vào phòng giết chết người hầu ấy, rồi đi thẳng ra viếng mộ mẹ. Người nhà thông báo cho Phổ. Phổ giận, sai người đòi Diệp. Diệp quay về vái lạy rằng: Có lời dặn của mẹ lúc lâm chung, mới dám tự ý ra tay trừng phạt. Phổ lấy làm lạ, nên không trách cứ. Người Nhữ Nam là Hứa Thiệu giỏi xem tướng, đến Dương Châu tránh loạn, khen Diệp có tài giúp đời.

## Phục vụ Lưu Huân
Cường hào ở Dương Châu phần nhiều không chịu giúp yếu ép mạnh, mà giảo hoạt tàn bạo, có bọn Trịnh Bảo, Trương Đa, Hứa Kiền đều nắm giữ bộ khúc. Bảo kiêu dũng quả đoán nhất, tài năng và sức mạnh hơn người, khiến cả vùng kiêng sợ. Bấy giờ Bảo muốn đuổi theo cướp bóc trăm họ vượt sông chạy nạn đến Giang Biểu (hay Giang Đông), thấy Diệp có tiếng tăm lại thuộc dòng dõi cao quý, muốn bức bách ông đề xuất việc này. Bấy giờ Diệp ngoài 20 tuổi, trong lòng lo lắng, nhưng chưa có biện pháp. Gặp lúc Tào Tháo sai sứ giả đến châu, có việc hỏi han. Diệp đến gặp, cùng bàn luận việc đương thời, rồi đón sứ giả về nhà mình, nghỉ lại vài ngày. Quả nhiên Bảo đưa mấy trăm người đem rượu, thịt đến thăm sứ giả; Diệp lệnh cho đứa ở giữ người của ông ta ngồi ngoài cửa, bày cơm rượu cho họ; còn minh cùng Bảo ăn uống trong nhà. Diệp chọn đứa ở khỏe mạnh, khiến nó nhân lúc rót rượu mà đâm Bảo. Nhưng Bảo không thích rượu, về sau rất tỉnh táo, đứa rót rượu không dám ra tay. Diệp vì thế tự cầm bội đao đâm chết Bảo, chém đầu để lệnh cho bộ hạ của ông ta rằng: "Tào công có lệnh, ai dám làm gì, có tội như Bảo." Bọn chúng đều kinh sợ, chạy về doanh trại.
Đốc tướng, tinh binh trong doanh trại có vài ngàn người, Diệp sợ họ làm loạn, lập tức cưỡi ngựa của Bảo, đem vài đứa ở, đến cửa doanh trại của ông ta, kêu gọi bọn cừ soái, khuyên dụ họa phúc, khiến họ dập đầu, mở cửa đón ông vào. Diệp an ủi phủ dụ, bọn cướp đều quy phục, đề cử ông lên làm thủ lĩnh. Diệp thấy nhà Hán suy vi, nghĩ mình là dòng dõi hoàng thất, không dám nắm binh, bèn ủy thác bộ khúc cho Lư Giang thái thú Lưu Huân. Huân lấy làm lạ, Diệp nói: "Bảo không dùng pháp luật để chế ngự, bộ hạ của hắn quen cướp bóc làm lợi, kẻ hèn không có khả năng để chỉnh đốn họ, ắt sanh lòng oán giận thì khó lâu bền, nên mới gởi họ đi!" 
Khi ấy binh lực của Huân mạnh mẽ ở khoảng Giang, Hoài, Tôn Sách ghét ông ta, sai sứ dùng điệu thấp dâng lễ hậu, gởi thư nói với Huân rằng: "Tông dân ở Thượng Liễu mấy lần khi dễ nước của bề dưới, (bề dưới) giận chúng cả năm rồi. Nếu đánh chúng thì đường xá không tiện, nên (bề dưới) mong nhờ nước của bề trên trừng phạt chúng. Thượng Liễu rất sung túc, chiếm được nó có thể làm giàu cho nước, (bề dưới) xin ra quân làm ngoại viện." Huân tin là thật, lại nhận được châu báu, vải sắn của Sách, lấy làm vui vẻ. Mọi người ở trong ngoài đều chúc mừng, một mình Diệp thì không. Huân hỏi tại sao, Diệp đáp: "Thượng Liễu dẫu nhỏ, tường chắc hào sâu, đánh khó giữ dễ, không thể chiếm lấy trong một tuần, thì binh sĩ mệt mỏi ở ngoài, mà trong nước trống rỗng. Sách thừa cơ tập kích chúng ta, thì hậu phương không thể giữ nổi. Như thế tướng quân tiến không thể khuất kẻ địch, lui không còn chỗ để về. Nếu như ra quân, vạ đến nơi rồi." Huân không nghe, dấy binh đánh Thượng Liễu, Sách quả nhiên tập kích phía sau. Huân cùng đường, bèn chạy đến chỗ Tào Tháo.

## Phục vụ Tào Tháo
Tào Tháo đến Thọ Xuân, bấy giờ ở biên giới Lư Giang có sơn tặc Trần Sách tụ tập mấy vạn người, chiếm cứ nơi hiểm trở. Trước đây Tào Tháo sai thiên tướng tìm diệt, nhưng không thể bắt được. Tào Tháo hỏi liêu thuộc, có thể đánh hay không? Mọi người đều cho rằng núi cao ngất mà hang khe hiểm trở, giữ dễ đánh khó; lại cho rằng không được thì chẳng đủ lấy làm tổn thất, được thì chẳng đủ lấy làm ích lợi. Diệp nói: "Bọn Sách là chuyện vặt, nhân loạn chiếm chỗ hiểm, rồi nương tựa vào nhau vì sức mạnh, chứ chẳng có chức tước và uy tín để khuất phục lẫn nhau. Khi xưa thiên tướng thiếu lực lượng, mà Trung Quốc chưa yên, nên Sách dám lấy chỗ hiểm để giữ. Nay thiên hạ gần định, thì ai thần phục sau phải chịu tội chết trước. Ôi sợ chết ham thưởng, ngu khôn giống nhau, nên Quảng Vũ quân (tức Lý Tả Xa) bày kế cho Hàn Tín, bảo rằng uy danh của ông ta đủ để trước đánh tiếng sau ra tay  mà thu phục nước láng giềng vậy. Hà huống đức của minh công được nhân dân trông ngóng , đầu tiên treo thưởng, rồi đại quân kéo đến, vào ngày tuyên bố mệnh lệnh, cửa quân mở ra thì giặc cũng tự tan vỡ đấy." Tháo cười nói: "Điều khanh nói sắp xảy ra rồi." Tháo bèn sai mãnh tướng đi trước, đại quân theo sau, đến thì đánh bại Sách, như Diệp mưu tính. Tháo quay về, vời Diệp làm Tư không Thương tào duyện.
Tháo trưng Diệp cùng bọn Tưởng Tế, Hồ Chất, Trần Kiểu, Từ Tuyên, đều là danh sĩ, đương thời gọi là Dương Châu ngũ sĩ . Mỗi khi nghỉ ngơi ở đình truyền , mọi người luôn bàn luận với nhau, đêm ngày không thôi. Những vấn đề được họ xem trọng là: trong thì nói về tiên hiền các nơi, cố thủ ngăn giặc, tiến thoái hành quân; ngoài thì nói về thay đổi của địch, hư thực này kia, thuật của chiến tranh. Riêng Diệp một mình ngồi trong xe, rốt cục không nói lời nào. Tế lấy làm lạ, hỏi tại sao, Diệp đáp rằng: "Đối đáp với minh chủ chẳng thể không có quan điểm tương đồng, quan điểm có thể học mà được ru?" Đến khi gặp Tào Tháo, Tháo quả nhiên hỏi về tiên hiền Dương Châu, tình hình giặc giã. Bốn người tranh nhau trả lời, đợi lượt mà nói. Gặp lại cũng như vậy, Tháo vẫn vui vẻ trò chuyện với họ; còn Diệp rốt cục không nói gì; bốn người đều cười ông. Sau đó có dịp Tháo chẳng còn gì để hỏi, Diệp bèn ví von để đánh động Tháo, ông ta vừa hiểu ra thì Diệp dừng ngay. Cứ như thế 3 lần. Ý định của Diệp là dùng lời ví von để bày ra quan điểm, muốn gặp riêng nhằm nói hết lời trọng yếu, không muốn bàn chuyện phiếm cùng mọi người. Tháo nắm được lòng dạ của Diệp, bèn rời đi, ít lâu sau lấy bốn người kia làm Huyện lệnh, còn Diệp được trao chức trách để làm tâm phúc của ông ta. Mỗi khi Tháo gặp vấn đề nghi nan, liền viết hàm hỏi Diệp, có đêm gởi đi vài mươi lần.
Tào Tháo tiến đánh Trương Lỗ (215), chuyển Diệp làm Chủ bộ. Quân Tào đến Hán Trung, gặp núi cao khó vượt, lương thực ngày càng thiếu thốn. Tháo nói: "Đây là đất nước quái đản, quyền năng nào làm nên mọi thứ này? Quân ta thiếu ăn, chẳng bằng lui nhanh." Rồi Tháo tự dẫn quân quay về, lệnh cho Diệp đôn đốc các cánh hậu quân, khiến họ lần lượt lên đường. Diệp tính rằng có thể đánh bại Trương Lỗ, lại thêm đường vận lương không thông suốt, dẫu lui quân cũng không thể đều bảo toàn; ông vội trình bày với Tháo: "Chẳng bằng tiếp tục đánh." Vì vậy quân Tào tiến lên, dùng nhiều nỏ bắn vào doanh trại địch. Trương Lỗ thua chạy, quân Tào bình định Hán Trung.
Diệp đề nghị với Tháo: "Minh công đem 5000 bộ tốt, đòi giết Đổng Trác, bắc phá Viên Thiệu, nam chinh Lưu Biểu, chín châu trăm quận, 10 phần được 8, oai chấn thiên hạ, thế dọa nước ngoài. Nay lấy Hán Trung, người Thục nghe ngóng, vỡ mật lỡ tay, lựa lúc này mà tiến, có thể truyền hịch mà bình định đất Thục. Lưu Bị là bậc nhân kiệt đấy, có mưu kế nhưng chậm chạp, được Thục mới ít ngày, người Thục chưa tin cậy. Nay phá Hán Trung, người Thục run sợ, thế lực tự nghiêng ngửa. Với sự sáng suốt của ngài, nhân lúc hắn nghiêng ngửa mà đàn áp, chẳng gì không hạ được. Nếu trì hoãn một chút, Gia Cát Lượng rành về trị lý mà làm tướng văn, Quan Vũ, Trương Phi dũng trùm ba quân mà làm tướng võ, dân Thục đã yên, chiếm giữ hiểm yếu, thì không thể phạm nữa. Giờ không lấy, ắt lo về sau." Tháo không nghe. Được 7 ngày, có người từ đất Thục đến hàng, nói: "Trong Thục một ngày mấy chục lần kinh hãi, Bị dẫu chém họ mà vẫn không yên!" Tháo mời Diệp đến hỏi rằng: "Bây giờ còn có thể đánh chăng?" Diệp đáp: "Bây giờ đã hơi an định rồi, không thể đánh nữa!"  Vì thế đại quân Tào quay về. Sau khi trở về từ Hán Trung, Diệp được làm Hành quân trưởng sử, kiêm Lĩnh quân.

## Phục vụ Tào Phi
Năm Hoàng Sơ đầu tiên (220), triều đình lấy Diệp làm Thị trung, ban tước Quan nội hầu. Tào Ngụy Văn đế Tào Phi hỏi quần thần tính xem Thục Hán Chiêu Liệt đế Lưu Bị có muốn ra quân đánh Đông Ngô để báo thù cho Quan Vũ hay không? Mọi người đều nói: "Thục là nước nhỏ, danh tướng chỉ có Vũ. Vũ chết quân phá, nước nhà lo âu, không thể lại đánh." Diệp một mình nói: "Thục dẫu nhỏ yếu, nhưng mưu tính của Bị là dựa vào oai võ để tự cường, thế ắt dụng nhiều binh để bảo với người rằng mình có thừa. Vả lại Quan Vũ với Bị, nghĩa là vua tôi, ơn như anh em; Vũ chết mà không thể dấy quân báo thù, thì không vẹn cái phận thủy chung." Sau đó Thục quả nhiên ra binh đánh Ngô. Ngô dốc cả nước chống lại, rồi sai sứ xưng phiên. Triều thần đều chúc mừng, một mình Diệp nói: "Ngô dựa vào Giang, Hán cách trở, không có lòng thần phục lâu dài. Bệ hạ dẫu đức sánh ngang Hữu Ngu, nhưng tính của bọn giặc lại chưa chịu cảm hóa. Gặp nạn xin làm bề tôi, ắt khó mà tin được. Bên ấy ắt ngoài ép trong quẫn, nên mới gởi sứ giả đấy, có thể nhân lúc họ khốn cùng, tập kích mà giành lấy. Ôi một ngày thả địch, để lo mấy đời, không thể không xét vậy." Quân Thục thua chạy, Ngô không giữ lễ phiên thần nữa, đế muốn dấy binh trừng phạt, Diệp cho rằng: "Họ mới đắc chí, trên dưới đồng lòng, lại cách trở sông hồ, khó lòng vội vàng." Đế không nghe.
Năm thứ 5 (224), đế đến cửa sông Tứ thuộc Quảng Lăng, mệnh cho các cánh quân ở Kinh Châu, Dương Châu cùng tiến. Hội họp quần thần, đế hỏi: "(Tôn) Quyền sẽ tự đến chăng?" Mọi người đều nói: "Bệ hạ thân chinh, Quyền sợ hãi, ắt dốc cả nước ứng phó. Lại không dám đem đại quân gởi gắm cho kẻ dưới, ắt sẽ tự cầm quân mà đến." Diệp nói: "Hắn cho rằng bệ hạ muốn lấy tấm thân quý giá  lôi kéo mình, rồi giao việc vượt qua sông hồ cho biệt tướng, ắt kìm binh đợi việc, chưa có tiến thoái đâu." Đế đợi nhiều ngày, Tôn Quyền quả nhiên không đến, bèn lui quân. Đế nói: "Kế sách của khanh đúng rồi. Hãy nhớ vì ta mà diệt 2 tên giặc ấy, không thể chỉ biết nghĩ cho mình mà thôi." 

## Phục vụ Tào Duệ
Tào Ngụy Minh đế Tào Duệ nối ngôi (227), Diệp được tiến tước Đông đình hầu, thực ấp 300 hộ. Đế giáng chiếu tỏ ý muốn truy tôn miếu hiệu – thụy hiệu cho ông kỵ Tào Đằng, ông cụ Tào Tung. Diệp và thượng thư Vệ Trăn tán đồng, nên việc này được thi hành.
Năm Thái Hòa thứ 6 (232), Diệp nhân bệnh được bái làm Thái trung đại phu. Bệnh hơi khỏi, Diệp được làm Đại hồng lư, ở chức 2 năm thì rời chức, lại được làm Thái trung đại phu, sau đó thì mất. Diệp được đặt thụy là Cảnh hầu.

## Nhìn người chuẩn xác
Thời Tào Tháo, Ngụy Phúng có danh vọng lớn, từ khanh tướng trở xuống đều dốc lòng kết giao với ông ta. Diệp gặp qua Phúng thì nói ông ta ắt phản, quả nhiên như vậy (219).
Năm Duyên Khang đầu tiên (220), tướng Thục là Mạnh Đạt đưa quân về hàng. Đạt có phong tư tài mạo, được người ta phần nhiều khen ngợi có độ lượng của Nhạc Nghị; vì vậy Tào Phi rất xem trọng và yêu mến ông ta, khiến làm Tân Thành thái thú, gia Tán kỵ thường thị. Diệp gặp qua Đạt  thì nói: "Đạt có lòng cầu tạm bợ, còn cậy tài ưa thuật, ắt không chịu cảm ơn nhớ nghĩa. Tân Thành cùng Ngô, Thục nối liền, nếu có biến cố, gây lo cho nước." Phi không đổi ý. Về sau Đạt quả nhiên làm phản và thất bại (227).
Thời Tào Duệ, Công Tôn Uyên cướp ngôi của chú là Công Tôn Cung (228), tự lập làm Liêu Đông thái thú, sai sứ dâng biểu. Diệp cho rằng họ Công Tôn được dùng từ đời Hán, quan chức đời đời nối nhau, đường thủy thì cách bể, đường bộ thì ngăn núi, trở nên xa xôi và khó khống chế như các dân tộc Di, Hồ, còn quyền lực đời đời ngày càng lâu bền. Nay không trừ đi, ắt lo về sau. Nếu đợi hắn sanh hai lòng mà chống lại, rồi mới tính kế diệt trừ, thì việc khó làm. Chẳng bằng nhân lúc Uyên mới lập, vừa có đồng đảng vừa có kẻ thù, trước khi hắn đề phòng, kéo binh ập đến, sắp đặt khen thưởng và chiêu mộ, có thể không vất vả mà bình định được. Về sau Uyên quả nhiên chống lại nhà Tào Ngụy.

## Thận trọng giữ mình
Diệp ở triều đình, đại khái không đi lại với ai. Người ta hỏi tại sao, Diệp đáp: "Nhà Ngụy dù ngôi báu còn mới, kẻ khôn đã biết mệnh, nhưng người tục ngờ rằng chưa chấp nhận. Kẻ hèn mọn ở nhà Hán như Diệp, ở Ngụy được làm tâm phúc, càng ít quan hệ thì càng ít mưu đồ, cho nên không mắc lỗi đấy." 
Diệp phụng sự Minh đế, rất được gần gũi và xem trọng. Đế muốn đánh Thục, triều thần trong ngoài đều nói ‘không thể’. Diệp vào cùng bàn bạc với đế, thì nói ‘có thể’; ra ngoài nói chuyện với triều thần, thì nói ‘không thể’. Trung lĩnh quân Dương Kỵ là bề tôi thân cận của đế, cũng xem trọng Diệp. Kỵ giữ quan điểm ‘không thể’ kiên định nhất, mỗi lần từ nội cung đi ra, liền ghé qua Diệp, được ông giảng giải cái ý ‘không thể’. Về sau Kỵ theo đế đến ao Thiên Uyên, đế bàn việc đánh Thục, Kỵ can ngăn, đế nói: "Khanh là thư sanh, sao biết việc binh." Kỵ nhún mình nhận kém, nhưng cho biết Diệp thường nói ‘không thể’. Đế nói: "Diệp nói với ta rằng Thục ‘có thể’ đánh." Kỵ nói: "Hãy triệu Diệp đến chất vấn." Có chiếu triệu Diệp. Đế hỏi Diệp, nhưng ông rốt cục không nói gì. Sau đó Diệp được một mình gặp đế, ông trách đế rằng: "Đánh nước khác, là mưu lớn vậy, thần được cùng bàn bạc mưu lớn, luôn sợ nằm mơ tiết lộ ra gây tội, sao dám nói với người ta? Ôi dùng binh là đạo dối trá, việc quân chưa tiến hành, chẳng hiềm giữ bí mật vậy. Bệ hạ tiết lộ rõ ràng, thần sợ nước địch đã nghe rồi đấy." Vì vậy đế xin lỗi Diệp. Diệp ra ngoài, trách Kỵ rằng: "Ông chài nhắm cá lớn, thì thả ra mà xuôi theo, đợi sau khi có thể chế ngự mới kéo lên, thì chẳng khi nào không được cả. Oai của bậc nhân chủ, nào chỉ như cá lớn mà thôi! Anh thật là bề tôi ngay thẳng, nhưng bày kế không được chọn, chẳng thể không nghĩ kỹ." Kỵ cũng xin lỗi Diệp. Diệp có thể ứng biến nắm cả hai mối như vậy đấy.
Có người ghét Diệp, nói với Minh đế rằng: "Diệp không tận trung, giỏi dò ý của bề trên để đón trước sao cho phù hợp. Bệ hạ thử cùng Diệp nói chuyện, lật lại tất cả ý mình mà hỏi, nếu ông ta cũng đem tất cả những vấn đề ấy lật lại, thế là Diệp luôn nói sao cho phù hợp với thánh ý. Nếu vấn đề nào cũng như vậy, lòng dạ của Diệp không thể giấu được." Đế theo lời ấy mà chứng nghiệm, quả nhiên nắm được lòng dạ của Diệp, từ ấy xa lánh ông. Diệp bèn phát cuồng, được ra làm Đại hồng lư, bởi lo lắng mà chết.

## Hậu nhân
- Con kế tự của Diệp là Lưu Ngụ, sử cũ không chép hành trạng của anh ta.[1]
- Con nhỏ là Lưu Đào, được làm đến Bình Nguyên thái thú, bị quyền thần Tư Mã Chiêu sát hại.[2]

## Đánh giá
Phó Huyền: Diệp có can đảm và mưu trí, nói gì cũng đều đúng cả.... Ngạn ngữ nói ‘khéo léo dối trá chẳng bằng vụng về thành thật’, đáng tin vậy. Xét tầm nhìn và mưu lược của Diệp, nếu giữ chúng cho việc đức nghĩa, dùng chúng cho việc trung tín, bậc thượng hiền đời xưa, làm sao hơn được? Giữ riêng tài trí, chẳng cùng kẻ sĩ ở đời qua lại, trong thì chẳng dốc lòng phụng sự hoàng đế, ngoài thì khốn đốn bởi thế tục, đến chết chẳng thể tự giữ mình khỏi thiên hạ, há chẳng tiếc thay! 
Trần Thọ: Trình Dục, Quách Gia, Đổng Chiêu, Lưu Diệp, Tưởng Tế có tài mưu lược, là kỳ sĩ trong đời; tuy giữ cho đức nghiệp trong sạch, chỉ có Tuân Du, nhưng trù hoạch tính toán, phải dựa vào bực như bọn họ vậy! 

## Hình tượng văn hóa
Diệp là nhân vật nhỏ trong tiểu thuyết Tam quốc diễn nghĩa. Tại trận Quan Độ, Diệp giúp Tào Tháo chế ra máy bắn đá, nhằm phá những chòi cao do Viên Thiệu dựng lên cho quân Viên bắn tên vào trại quân Tào. Diệp là nguyên lão 3 đời phục vụ họ Tào, nhiều lần hiến diệu kế, được bái làm Thái trung đại phu nhà Tào Ngụy.
Ở bản dịch tiếng Việt của Phan Kế Bính, tên của Diệp được phiên là Lưu Hoa.